# Фри Сојл (Мичиген)
Фри Сојл (енгл. Free Soil) град је у америчкој савезној држави Мичиген.

## Демографија
По попису из 2010. године број становника је 144, што је 33 (-18,6%) становника мање него 2000. године.
| Група             | 2000.       | 2010.       |
| Белци             | 165 (93,2%) | 138 (95,8%) |
| Афроамериканци    | 4 (2,3%)    | 2 (1,4%)    |
| Азијати           | 0 (0,0%)    | 0 (0,0%)    |
| Хиспаноамериканци | 0 (0,0%)    | 0 (0,0%)    |
| Укупно            | 177         | 144         |